# Пит Хегсет
Питер Брајан Хегсет (енгл. Peter Brian Hegseth; Минеаполис, 6. јун 1980) је амерички бивши телевизијски водитељ, аутор и бивши официр Националне гарде војске, који тренутно обавља функцију 29. секретара одбране Сједињених Држава од јануара 2025. године.
Хегсет је студирао политику на Универзитету Принстон, где је објављивао за The Princeton Tory, конзервативне студентске новине. Године 2003. добио је чин пешадијског официра у Националној гарди војске Минесоте, за коју је служио у поморској бази Гвантанамо Беј и био је распоређен у Ирак и Авганистан. Хегсет је радио за неколико организација након што је напустио Ирак, укључујући и извршног директора у Vets for Freedom и Concerned Veterans for America. Постао је сарадник за Fox News 2014. године. Хегсет је служио као саветник председника Доналда Трампа након што је првобитно подржао његову кампању 2016. године. Од 2017. до 2024. године био је ководитељ емисије Fox & Friends Weekend. Написао је неколико књига, укључујући American Crusadе (2020) и The War on Warriors (2024).
У новембру 2024. године, новоизабрани председник Трамп именовао је Хегсета за свог кандидата за секретара одбране. Саслушање у Одбору Сената за оружане снаге за Хегсета одржано је неколико дана пре Трампове друге инаугурације. Суочио се са оптужбама за сексуално недолично понашање, финансијске злоупотребе и проблеме са алкохолом, што је довело до његове потврде у одбору. Хегсета је Сенат потврдио тог месеца, а потпредседник Џеј-Ди Венс је гласао убедљиво, што је други пут у историји САД да је потпредседник одлучио о потврди кандидата за кабинет након Бетси Девос 2017. године. Он је друга најмлађа особа која је служила као секретар одбране, након Доналда Рамсфелда, и први становник Минесоте који је служио на тој позицији.

## Младост и образовање (1980–2003)
Питер Брајан Хегсет је рођен 6. јуна 1980. године у Минеаполису, Минесота. Норвешког је порекла. Био је прво дете Брајана и Пенелопе „Пени“ Хегсет. Брајан је био кошаркашки тренер у средњим школама широм Минесоте пре него што се пензионисао 2019. године, док је Пени извршни пословни тренер која је предавала у оквиру програма Минесота Екселанс у јавној служби, програма за републиканке. Хегсет је одрастао у Форест Лејку, Минесота, и похађао је средњу школу Форест Лејк Ерија. Дипломирао је 1999. године као најбољи студент, а касније је примљен у Кућу славних. Играо је за школски фудбалски тим и био је плејмејкер, постижући школске рекорде у шуту за три поена у каријери и једној сезони и проценту шута за три поена у једној сезони. Хегсет је два пута проглашен за најбољег у конференцији и освојио је признања свих држава као матурант.
Године 1999, Хегсет се уписао на Универзитет Принстон, где је дипломирао политику. Према часопису Reserve & National Guard, изабрао је Принстон уместо понуде Војне академије Сједињених Држава за мушки кошаркашки програм Принстона, Тигрове. Месецима пре напада 11. септембра, Хегсет се придружио Корпусу за обуку резервних официра. Играо је за Тигрове, и био је издавач, а касније и главни уредник The Princeton Tory, конзервативних новина. У априлу 2002. године изјавио је да ће као издавач „бранити стубове западне цивилизације од ометања различитости“. Уредници The Princeton Tory критиковали су Хале Бери због прихватања Оскара за најбољу глумицу за своју улогу у филму Monster's Ball (2001) „у име целе расе“, а The New York Times због објаве да ће штампати објаве о истополним браковима, тврдећи да би то оправдало објављивање објава о браковима за инцестуозне, зоофилне и педофилне везе. У октобру, конзервативци су објавили уводник у којем су хомосексуалност окарактерисали као неморалну. Као одговор, председница студентске владе Принстона, Нина Лангсам, написала је оштро формулисан имејл издавачу The Princeton Tory, Бреду Симонсу, и Хегсету. Њен имејл је објављен у следећем броју.

## Војна каријера
Након дипломирања на Принстону 2003. године, Хегсет се придружио компанији Bear Stearns. Такође је добио чин пешадијског официра у Националној гарди Минесоте. Године 2004. отишао је у поморску базу у заливу Гвантанамо, где је био командант пешадијског вода. Хегсет се добровољно пријавио да служи у Багдаду и Самари. Током боравка у Ираку, одликован је медаљом Бронзане звезде, значком Борбеног пешадијца и другом Медаљом за похвалу војске. Вратио се у активну службу 2012. године као капетан. До 2015. или 2016. године, Хегсет је унапређен у чин мајора и распоређен је у Индивидуалну резерву војске.
Хегсет се 2020. године добровољно пријавио као један од 25.000 војника Националне гарде који су стављени на активну дужност ради заштите инаугурације председника Џоа Бајдена 20. јануара 2021. године, али је уклоњен из те мисије јер је био један од дванаест војника „повезаних са 'десничарским милицијским групама' или за које је утврђено да су 'објављивали екстремистичке ставове на мрежи'“.

## Кампања за Сенат САД
Хегсет се 2012. године кандидовао за републиканску номинацију за место у Сенату САД у Минесоти. Завршио је кампању након конвенције у мају 2012. године, пре републиканских примарних избора у августу.

## Fox News
Хегсет се придружио Fox News-у као сарадник 2014. године. У децембру 2018. Хегсет је био ководитељ прославе Нове године на Fox News каналу заједно са Кенеди из  Fox Business Network. Био је редован гост у емисији Unfiltered са Деном Бонгином. Од 2017. до 2024. године био је ководитељ емисије Fox & Friends.

## Секретар одбране (2025–тренутно)

### Номинација и потврда
Дана 12. новембра 2024. године, новоизабрани председник САД Доналд Трамп именовао је Хегсета за свог кандидата за секретара одбране, након што је сенатор из Арканзаса Том Котон објавио да неће служити као секретар. Након тога је раскинуо уговор са Fox News-ом. Избор Хегсета виђен је као знак да Трамп жели да именује лојалисту да води Департмент одбране, а његов релативни недостатак искуства изненадио је званичнике унутар одељења. Према писању Vanity Fair-а, Трампов транзициони тим је следећег дана сазнао за оптужбе за сексуални напад на Хегсета, које се догодило у Монтереју, Калифорнија, седам година раније; The Washington Post је известио да су високи званичници у тиму били изненађени оптужбом и поново размотрили његову номинацију. Упркос оптужби, Трамп је бранио Хегсета и неколико републиканских сенатора је назначило да ће га подржати. Његову номинацију је угрозио чланак Џејн Мајер у The New Yorker-у у којем је детаљно описано наводно финансијско лоше управљање и проблеми са алкохолом док је водио своје ветеранске групе, док је чланак NBC News-а известио да су његове навике пијења забринуле његове колеге у Fox News-у; The New York Times је у децембру објавио да је Трамп почео да разматра гувернера Флориде Рона Десантиса као алтернативу.
У настојању да задржи своју номинацију усред контроверзи, Хегсет је тог месеца започео кампању. Трампови саветници су приватно покушавали да га убеде да подржи Хегсета, страхујући да би то охрабрило непослушне републиканске сенаторе, док он није могао да добије подршку за Десантиса, према писању The New York Times-a. Поред тога, The Times је објавио да је новоизабрани потпредседник Џеј-Ди Венс предводио групу републиканаца, укључујући Доналда Трампа млађег, бившег Трамповог помоћника Стива Бенона, политичког активисту Чарлија Кирка и репортера Breitbart News-а Мета Бојла. Трампови савезници су директно приступили решавању контроверзи, укључујући интервју са Мегин Кели који је импресионирао Трампа. Хегсет се појавио у Капитолу Сједињених Држава; Трамп је након тога јавно потврдио своју подршку Хегсету. Посета је оставила позитиван утисак на сенаторку из Ајове, Џони Ернст, која је претила његовом номинацијом.
Хегсет се појавио пред Сенатским одбором за оружане снаге 14. јануара. Позиционирао се као „ратник“, док је негирао оптужбе и своје претходне тврдње да жене не би требало да служе у борбеним улогама. Хегсета су критиковали демократе због његових навода о сексуалном недоличном понашању, финансијским злоупотребама и проблемима са алкохолом. Сенатор са Роуд Ајленда Џек Рид, члан одбора на високом нивоу, приметио је да је Хегсет користио термин „jagoff“ у својој књизи Рат против ратника (2024) да би погрдно назвао службеника државног правобраниоца који га је укорио због употребе ракетних граната. Није одговорио на питање сенатора из Вирџиније Тима Кејна о томе да ли су сексуални напад, пијење или неверство дисквалификујући фактори. Комитет за оружане снаге гласао је за његову номинацију 14-13 по страначкој линији 20. јануара, након што је Трамп инаугурисан. Хегсетова бивша снаја, Данијела, послала је сенаторима изјаву под заклетвом у којој тврди да је био насилан према својој другој жени, Саманти, и да је имао проблем са алкохолом. Хегсет је негирао да има проблем са пићем и обећао да неће пити ако буде потврђен.
24. јануара, Хегсета је потврдио Сенат са 51-50 гласова. Сви републикански сенатори, са изузетком Сузан Колинс, Лизе Мурковски и Мича Меконела, гласали су за његову потврду, док су сви демократски сенатори били против његове номинације, што је довело до 50-50 гласова. Венс је гласао за Хегсета, што је довело до нерешеног резултата. Његову потврду је угрозио сенатор Том Тилис, који је дан раније рекао лидеру већине у Сенату Џону Тјуну да неће гласати за Хегсета због његових оптужби за сексуални напад. На Венсово убеђивање, Тилис је изразио подршку Хегсету X минута пре гласања. Његова потврда је била друга у историји САД коју је донео потпредседник, након потврде Бетси Девос за секретарку просвете 2017. године.
Хегсет је положио заклетву као секретар одбране 25. јануара пред потпредседником Џеј-Дијем Венсом. Хегсет је идентификовао неколико приоритета за Департмент одбране, укључујући „оживљавање ратничког етоса“, враћање поверења у војску, обнову индустријске базе земље, олакшавање процеса одељења за куповину оружја, одбрану САД на домаћем нивоу, сарадњу са Индо-Пацификом ради одвраћања Кини и подршку Трамповим напорима да „одговорно оконча ратове“ - укључујући руско-украјински рат и блискоисточну кризу.

### Почетне акције
У позиву израелском премијеру Бенјамину Нетанјахуу дан након што је положио заклетву, Хегсет је рекао да су Сједињене Државе „потпуно посвећене“ безбедности Израела. Хегсет је опозвао безбедносну дозволу и детаље Марку Милију, бившем председнику Здруженог начелника штабова и начелнику штаба војске, који је касније постао критичар Трампа, и наредио истрагу генералног инспектора о Милијевом мандату председника Здруженог начелника штабова; генерални инспектор Департмента одбране, Роберт Сторч, смењен је са своје позиције када је Трамп отпустио неколико генералних инспектора. Према писању The Washington Post-а, Одељење за образовање Департмента одбране почело је да уклања одређене књиге о имиграцији и сексуалности.
Хегсет је посетио границу између Мексика и Сједињених Држава са Томом Хоманом, Трамповим граничним царем, у Ел Пасу, Тексас, у фебруару, где је изјавио да савезна влада намерава да стекне потпуну „оперативну контролу над јужном границом“. Преименовао је Форт Либерти у Форт Браг, његово првобитно име у част генерала Конфедерације Бракстона Брага. Војна база је сада преименована по Роланду Л. Брагу, војнику који је служио у Другом светском рату. На састанку пред Контакт групом за одбрану Украјине у седишту НАТО-а, он се успротивио чланству Украјине у НАТО-у и рекао да је враћање граница Украјине пре анексије Крима од стране Русије „нереално“. Департмент одбране позвало је Џека Пособјека, политичког активисту алт-рајта, да прати Хегсета, према писању The Washington Post-а. Хегсет је следећег дана ублажио своје коментаре, наводећи да би било могуће да се Украјина придружи НАТО-у уз Трампово дискреционо право.
У фебруару 2025. године, Хегсет је наредио званичницима у Департменту одбране да смање финансирање већине иницијатива и започео чистку унутар одељења, отпустивши три главна судије и Лизу Франкети, шефицу поморских операција. Хегсет је изјавио да „желимо адвокате који дају здраве уставне савете“, а не „препреке било чему“. У марту је наредио Америчкој сајбер команди да обустави офанзивне операције против Русије, у очигледном покушају да подстакне руског председника Владимира Путина да преговара о окончању руско-украјинског рата. Такође тог месеца, Департмент одбране је отказало 91 своју истраживачку студију, укључујући и оне о утицајима климатских промена и друштвеним трендовима, док је Хегсет касније изјавио да Департмент одбране „се не бави глупостима везаним за климатске промене“. Одвојено, Трампова администрација је наложила Хегсету да „одмах“ представи „кредибилне војне опције како би се осигурао праведан и неограничен амерички војни и комерцијални приступ Панамском каналу“.

### Цурење информација о групном ћаскању Сигнал
У марту 2025. године, Џефри Голдберг, главни уредник листа The Atlantic, известио је да га је Мајкл Волц случајно укључио у групни чет у оквиру Сигнала где је Хегсет делио информације о нападима у Јемену сатима пре него што су се догодили. У дискусијама су учествовали амерички званичници, укључујући Венса и државног секретара Марка Рубија. Према писању The New York Times, неколико званичника Министарства одбране изразило је шок због инцидента, док су разни бивши званичници националне безбедности истакли потенцијал за шпијунажу усред текућих напора Кине да добије телекомуникационе записе. Портпарол Савета за националну безбедност потврдио је Голдбергов извештај и аутентичност порука. Хегсет је одбацио да су ратни планови дељени и назвао Голдберга „лажним“ и „дискредитованим наводним новинаром“. Директорка Националне обавештајне службе Талси Габард рекла је да нису дељене поверљиве информације, а директор ЦИА-е Џон Ратклиф рекао је да је Сигнал био овлашћен за групни чет.
Голдберг је касније објавио већи део Сигнал четa. Чет је показао да је Хегсет објављивао информације укључујући време лансирања авиона Ф-18, дронова МQ-9 и ракета Томахавк, као и време када ће авиони Ф-18 стићи до својих циљева и време када ће бомбе пасти. Хегсет је коментарисао чет, написавши да је било: „Нема имена. Нема циљева. Нема локација. Нема јединица. Нема рута. Нема извора. Нема метода. И нема поверљивих информација“. Инцидент је довео до критика и од републиканаца и од демократа. Након цурења Сигнала, медијска кућа Шпигел је претраживала интернет користећи комерцијалног добављача информација и цурење лозинки, што је открило Хегсетов лични број мобилног телефона, личну адресу е-поште и њену лозинку, као и WhatsApp налог.
The Wall Street Journal је објавио да је Хегсет довео своју супругу на два састанка са страним званичницима одбране на којима су разматране осетљиве информације, један састанак у фебруару, у Бриселу, са званичницима НАТО-а, и други у марту, у Пентагону, са британским министром одбране Џоном Хилијем. У међувремену, Associated Press је у марту објавио да је Хегсетов брат, Фил, наведен од стране Трампове администрације као виши саветник Хегсету, који га прати на састанцима, укључујући и у Конгресу, и на званичним путовањима у иностранство. Фил, који је раније радио у подкастингу и односима са медијима, потврђено је од стране Хегсетове канцеларије да ради у Пентагону као веза Департмента за националну безбедност са Департментом одбране. Тог месеца, The Washington Post је детаљно објавио меморандум који је написао Хегсет, а којим се департмент усмерава ка одвраћању потенцијалне инвазије на Тајван и подршци националној одбрани „преузимањем ризика“ у Европи. Документ је садржао одломке који су били идентични онима присутним у Пројекту 2025.
У априлу је Канцеларија генералног инспектора Департмента одбране објавила истрагу о Хегсетовом откривању поверљивих информација у ћаскању Сигнал.

## Приватни живот

### Бракови
Хегсет и његова прва жена, Мередит Шварц, развели су се 2009. године. Оженио се другом женом, Самантом Диринг, 2010. године. Имају троје деце. Хегсет живи близу Нешвила, Тенеси, са својом породицом.
У августу 2017. године, док је још био у браку са Диринг, Хегсет је добио ћерку са извршном продуценткињом Fox-a Џенифер Роше. Он и Диринг су се развели у августу 2017. Хегсет и Роше су се венчали у августу 2019. године.

### Оптужбе за злостављање и напад
Ти си злостављач жена — то је ружна истина и не поштујем ниједног мушкарца који омаловажава, лаже, вара, спава са многима и користи жене за своју моћ и его. Ти си тај човек (и то си годинама).

Пени Хегсет (мајка Пита Хегсета) у имејлу свом сину, април 2018, касније је наведено да је то довело до њеног тренутног извињења 
У новембру 2024. године, часопис Vanity Fair је објавио да је Хегсет наводно сексуално напао жену у хотелу и спа центру Hyatt Regency Monterey на голф терену Дел Монте у Монтереју, Калифорнија, у октобру 2017. године, када је требало да говори на конвенцији Калифорнијске федерације републиканских жена. Према полицијској управи Монтереја, Хегсет је био под истрагом у вези са два инцидента сексуалног напада који су се догодили непосредно пре поноћи и 7 часова ујутру следећег дана. Није кривично пријављен. The Washington Post је објавио да је Хегсет платио тужитељки као део споразума о неоткривању информација након што је запретила судским поступком 2020. године. Поред тога, лист је добио меморандум који је транзиционом председничком тиму Доналда Трампа доставио сарадник тужиоца, 30-годишњи запослени у конзервативној групи, у којем се наводи да је Хегсет био пијан и силовао је. Хегсетов адвокат, Тимоти Парлаторе, касније је потврдио извештаје, али је рекао да је запослени покушавао да изнуди Хегсета, наводну „жртву уцене и невине колатералне штете“, током покрета #MeToo, ризикујући своју каријеру. Associated Press је у јануару 2025. године известио да јој је Хегсет платио 50.000 америчких долара.
Записи које је касније тог месеца објавила полицијска управа Монтереја пружили су додатне детаље о инциденту. Тужитељка је рекла полицији да се суочила са Хегсетом, којa ју је обавестила да је „фин момак“, након што се „неприкладно“ понашао са женама на догађају. Сетила се да је била у неоткривеној соби са Хегсетом, који јој је наводно узео телефон и блокирао врата, где ју је потом наводно силовао. Тужитељка је рекла да су се „ствари замутиле“ и неколико дана касније рекла медицинској сестри да је веровала да је била дрогирана. Хегсет је рекао полицији да је покушао да се увери да јој је удобно. Снимци са видео надзора приказали су Хегсет и тужитељку како ходају, док се она смеши. Две жене које је полиција испитивала изјавиле су да је Хегсет ставио руку на њихове бутине и замолио их да оду у његову хотелску собу, а једна жена је рекла да је замолила тужитељку да га скине са ње. Према CNN-у, тужитељка је отишла у болницу да пријави сексуални напад и добила тест за силовање на хитном пријему. Тест за силовање послужио је као подстицај за истрагу полицијске управе Монтереја. Хегсет је рекао полицији да јесте имао секс са женом, али да је то било уз пристанак. Окружна тужитељка округа Монтереј, Џанин М. Пачиони, одбила је да подигне оптужницу у јануару 2018. године, рекавши да докази ван разумне сумње нису утврђени. У новембру 2024. године, The New York Times је добио имејл од Хегсетове мајке, Пени, из априла 2018. године, у којем се њен син оптужује да је годинама злостављао жене. Након извештавања Times-a, Пени је рекла новинама да се „одмах извинила у посебном имејлу“ и да су њене речи написане „у бесу, са емоцијама“. Бранила је свог сина на Fox News-у, рекавши да је „искупљен, опроштено му је, да се променио“. У јануару 2025. године, NBC је известио да је Самантина сестра Данијел послала изјаву сенаторима у којој тврди да је он забринуо своју жену за њену безбедност, а за Саманту се каже да се једном сакрила у орману и да је направила план бекства који је једном искоришћен. Хегсетов адвокат Парлаторе је одбацио оптужбе.

## Медаље и одликовања
|                                                     |                                                       |                                                       |  |
| Bronze oak leaf cluster · Шаблон:Ribbon devices/alt | Шаблон:Ribbon devices/alt                             | Bronze oak leaf cluster · Шаблон:Ribbon devices/alt   |  |
| Шаблон:Ribbon devices/alt                           | Bronze star · Bronze star · Шаблон:Ribbon devices/alt | Bronze star · Bronze star · Шаблон:Ribbon devices/alt |  |
| Шаблон:Ribbon devices/alt                           | Шаблон:Ribbon devices/alt                             | Шаблон:Ribbon devices/alt                             |  |
| Шаблон:Ribbon devices/alt                           | Шаблон:Ribbon devices/alt                             | Шаблон:Ribbon devices/alt                             |  |

## Спољашне везе
- Hegseth на The Princeton Tory
- Пит Хегсет на веб-сајту  (језик: енглески)